# Club Deportivo Guadalajara
Pour les articles homonymes, voir Chivas et Guadalajara.
Maillots
Le Club Deportivo Guadalajara, plus couramment nommé les Chivas de Guadalajara (souvent appelé par son surnom « las chivas ») est un club de football mexicain fondé en 1906 et basé à Guadalajara dans l'État de Jalisco.
Le groupe Omnilife est propriétaire du club depuis 2002. Il s'agit de l’une des équipes les plus populaires du Mexique, mais le club jouit également d'une réputation grandissante au sein de l'ensemble du continent américain, grâce à ses  performances en Ligue des champions de la CONCACAF. Son principal rival est le Club América (le plus grand club du pays ) basé dans la capitale du pays, contre qui les Chivas disputent le Clásico le plus attendu du pays. Son autre adversaire principal est également basés à Guadalajara, l'Atlas de Guadalajara, avec qui le club dispute un Clasico Tapatio.
La principale particularité de ce club est de ne faire évoluer sous son maillot que des joueurs possédant un passeport mexicain. Seuls l'Athletic Bilbao en Espagne (joueurs basques uniquement) le Deportivo Saprissa au Costa Rica (joueurs costariciens uniquement),le Club Deportivo El Nacional (joueurs équatoriens uniquement)et l'AS FAR (joueurs marocains uniquement) pratiquent une telle sélection. Les Chivas évoluaient à l'Estadio Jalisco, stade utilisé lors des Coupes du monde 1970 et 1986. Ils déménageront en 2010 pour une nouvelle enceinte de 46 000 places, l'Estadio Akron (plus communément appelé « Estadio Chivas »).

## Palmarès
| Compétitions nationales | Compétitions internationales |
| - Championnat du Mexique (12) : - Champion : 1957, 1959, 1960, 1961, 1962, 1964, 1965, 1969-70, 1987, 1997 (Clausura), 2006 (Apertura) et 2017 (Clausura). - Vice-champion : 1952, 1955, 1963, 1969, 1970, 1983, 1984, 1998 (Clausura), 2004 (Clausura). - Coupe du Mexique (4) : - Vainqueur : 1963, 1970, 2015 (Apertura) et 2017 (Clausura). - Finaliste : 1948, 1951, 1954, 1955, 1967, 2015 (Clausura), 2016 (Apertura). - Supercoupe du Mexique (7) : - Vainqueur : 1957, 1959, 1960, 1961, 1964, 1965 et 1970. - Finaliste : 1962 et 1963. - Supercoupe des coupes du Mexique (1) : - Vainqueur : 2015-16. | - Ligue des champions de la CONCACAF (2) : - Vainqueur : 1962 et 2018 - Finaliste : 1963, 1984 et 2007. - Copa Libertadores : - Finaliste : 2010. |

## Personnalités du club

### Anciens joueurs
- Omar Bravo
- Ignacio Calderón
- Alberto Coyote
- Benjamín Galindo
- Crescencio Gutiérrez

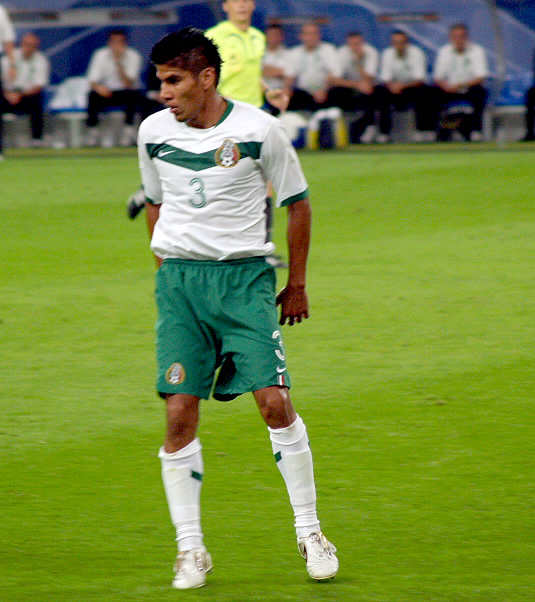
Carlos Salcido, ici sous le maillot de l'équipe nationale mexicaine.

- Javier « Chicharito » Hernández
- Ramón Morales
- Alberto Onofre
- Sabás Ponce
- Max Prieto
- Fernando Quirarte
- Ramón Ramírez
- Víctor Rangel
- Salvador Reyes
- Francisco Rodríguez
- Carlos Salcido
- Joel Sánchez
- Oswaldo Sánchez
- Claudio Suárez
- Eduardo de la Torre

## Équipes filiales
- CD Chivas USA : Ancienne franchise participant à la Major League Soccer aux États-Unis, basée à Los Angeles et évoluant au Home Depot Center. Créée de 2004 à 2014 par le groupe Omnilife.
- Deportivo Saprissa : Club basé au Costa Rica dans la banlieue de la capitale San José. Il possède une forte renommée dans la zone CONCACAF. Il appartient depuis 2003 au groupe Omnilife.
- Tapatio : Franchise considérée comme l'équipe B des Chivas. Évolue en deuxième division mexicaine.
- Chivas Coras : Franchise considérée comme l'équipe juniors des Chivas.